# 브리안 크리스탄테
브리안 크리스탄테(이탈리아어: Bryan Cristante, 1995년 3월 3일 ~ )는 이탈리아 축구팀 로마에서 뛰는 이탈리아의 축구 선수이다.

## 클럽 경력
크리스탄테는 2011년 AC 밀란에서 데뷔하였으며, 그는 2009년 AC 밀란 유스팀에 합류하여 8골을 넣는 등의 활약을 하여 밀란 유스팀을 우승하는데 크게 기여하였다 , 그리고 이러한 활약은 크리스탄테가 이탈리아 청소년 대표팀 합류에 큰 도움이 되었다.
대표팀에 승선하여 꾸준한 기량을 보여주게 되며 자연스레 소속팀 AC밀란에서도 1군 데뷔의 기회도 잡았다. 크리스탄테는 2011년 UEFA 챔피언스리그 조별 예선 H조 빅토리아 플젠과의 경기에서 81분 호비뉴와 교체투입되며 1군 데뷔를 하였다 그와 동시에 AC 밀란 역대 3번째로 어린 1군 데뷔를 기록했다. 하지만 그 이후로는 좀처럼 기회를 잡지 못하고 히카르두 카카의 백업 멤버로 기용되어 세리에A 데뷔전을 가진뒤, 리그에서 카카의 100호 골을 돕고 본인도 득점을 올리는 등 준수한 활약을 보여줬다. 하지만 나이가 아직 어렸기 때문에 자주 기용되지는 않았다.
2014년 9월, SL 벤피카로 이적을 하게 된다. AC 밀란이 여름 이적시장에서 첼시 FC에서 마르코 반 힌켈 임대 영입, 아탈란타 BC에서 자코모 보나벤투라를 완전 영입함에 따라 이적을 하게 되었다. AC 밀란은 크리스탄테의 이적료로 600만 유로 (약 85억원)을 받은 것으로 추정된다.

## 수상
벤피카
- 프리메이라리가: 2014–15, 2015–16
- 타사 다 리가: 2014–15, 2015–16

#### AS로마
- UEFA 유로파컨퍼런스리그 : 2021-22
- UEFA 유로파리그 준우승 : 2022-23

이탈리아
- UEFA 유럽 축구 선수권 대회: 2020[3]

개인상
- 토르네오 디 비아레조 – 골든 보이상: 2013[4]